# Timiriàzevski
Timiriàzevski (en rus: Тимирязевский) és un poble (possiólok) del krai de Primórie, a l'Extrem Orient de Rússia, que en el cens del 2010 tenia 1.671 habitants.